# A Beard of Stars
A Beard of Stars je čtvrté studiové album rockové skupiny Tyrannosaurus Rex. Jedná se o první album s Bolanovým novým spoluhráčem Mickeym Finnem, který nahradil Stevea Peregrina Tooka.

## Seznam skladeb
| Strana 1 | Strana 1                       | Strana 1 |
| Pořadí   | Název                          | Délka    |
| -------- | ------------------------------ | -------- |
| 1.       | Prelude                        | 1:04     |
| 2.       | A Day Laye                     | 1:56     |
| 3.       | Woodland Bop                   | 1:39     |
| 4.       | Fist Heart Mighty Dawn Dart    | 2:45     |
| 5.       | Pavilions of Sun               | 2:49     |
| 6.       | Organ Blues                    | 2:47     |
| 7.       | By the Light of a Magical Moon | 2:51     |
| 8.       | Wind Cheetah                   | 2:38     |

| Strana 2 | Strana 2         | Strana 2 |
| Pořadí   | Název            | Délka    |
| -------- | ---------------- | -------- |
| 1.       | A Beard of Stars | 1:37     |
| 2.       | Great Horse      | 1:42     |
| 3.       | Dragon's Ear     | 2:37     |
| 4.       | Lofty Skies      | 2:54     |
| 5.       | Dove             | 2:06     |
| 6.       | Elemental Child  | 5:33     |

## Obsazení
- Marc Bolan – baskytara, kytara, varhany, zpěv
- Mickey Finn – baskytara, perkuse, tabla, doprovodné vokály
- Tony Visconti – klavír